# らんま1/2 とらわれの花嫁
『らんま1/2 とらわれの花嫁』（らんまにぶんのいち とらわれのはなよめ）は、日本コンピュータシステム（メサイヤ）から発売されたPCエンジンCD-ROM²用のアドベンチャーゲーム（デジタルコミック）。1991年12月6日に発売された。

## 概要
これより前に日本コンピュータシステムは、『らんま1/2』のアクションゲームを制作・発売していたが、本作はテンキーによって制作されている。
原作『らんま1/2』にない完全オリジナルストーリーで展開されるデジタルコミック式アドベンチャーである。原作では登場しなかったキャラクターも登場する。ゲームオリジナルキャラクターのデザインは制作会社であるテンキーの成田伸子が担当している。ゲーム中は全てアイコンを選択して進めていく。ゲームは3章に分かれており、乱馬（らんま）とあかねを視点にしてプレイしていく。
マニュアル表紙に、らんまが持っている花は「愛氷花（アイビンホア）」で三白帝が花嫁に与えるものであり、花から湧き出づる雫を飲めば一度だけ望むままに姿を変えられるという伝説の薬草である。ゲーム中はこの花の存在が騒動の一端となる。

## ストーリー
秋も終わりごろ、校長が特別朝礼を行った。その内容は中国行きの研修旅行を用意するというものだった。喜ぶ乱馬であったが中国行きのチケットはわずか2枚のみで、しかもチケットの獲得条件が「期末試験にトップの成績の男女のみ」という乱馬には厳しいものであった。
何としてもチケット獲得を目指す乱馬であったが、その行き先には恐ろしい罠が仕掛けられていた。

## 登場人物
早乙女乱馬
声 - 山口勝平
早乙女らんま
声 - 林原めぐみ
天道あかね
声 - 日高のり子
早乙女玄馬（おやじ）
声 - 緒方賢一
天道早雲
声 - 大林隆介
天道かすみ
声 - 井上喜久子
天道なびき
声 - 高山みなみ
シャンプー
声 - 佐久間レイ
響良牙 / Pちゃん
声 - 山寺宏一
ムース / ムームー
声 - 関俊彦
九能帯刀
声 - 鈴置洋孝
黒バラの小太刀
声 - 島津冴子
校長
声 - 仁内建之
紅つばさ
声 - 山田栄子
コロン
声 - 麻生美代子
八宝斎
声 - 永井一郎
陰の出演者：佐助
声 - 千葉繁

### ゲームオリジナルキャラクター
三白帝
声 - 広瀬正志
かつてチベット高原を支配していた伝説の一族、凶暴なバイション族の末裔。バイション族は雪と氷に閉ざされた山の上を住処とする。日本に生き延びていた。
チャーシュー
声 - 中嶋聡彦
三白帝の部下。コロンに知られているほど、顔が広い。
クマガールたち
声 - 小林優子、石桃子
三白帝が八宝斎のために用意したコンパニオン。

## 音楽

### 主題歌
オープニングテーマ
「じゃじゃ馬にさせないで」
作詞 - 森雪之丞 / 作曲 - 村松邦男 / 編曲 - 椎名和夫 / 歌 - 西尾えつ子

エンディングテーマ
「地球のハテ・恋のハテ?」
作詞 - 大山潤子/ 作曲 - 村松邦男 / 編曲 - 川井憲次 / 歌 - YAWMIN

## スタッフ
- 原作：高橋留美子
- エグゼクティブ・プロデューサー：白倉安昌
- プロデューサー：鈴木力、土田俊郎
- アシスタント・プロデューサー：八坂圭祐、米坂典彦
- マニュアル制作：肥田タイジ
- 技術協力：クロン
- キャラクターデザイン：中嶋敦子
- ゲームオリジナルキャラデザイン：成田伸子 (TENKY)
- 脚本・絵コンテ：成田伸子 (TENKY)
- 原画：大倉雅彦 (M.P. RUN)
- 原画制作協力：吉田晶彦 (M.P. RUN)
- ゲームデザイン：成田伸子 (TENKY)
- メイン・プログラム：橋谷利幸 (TENKY)
- サブ・プログラム：佐藤伸 (TENKY)
- アドバイザー：いとすひろし (TENKY)
- ドッター（作画スタッフ）：白崎行彦、石井秀明 (TENKY)、大村政幸、八木智芳、成田伸子
- 機材協力：はったり長島
- 録音監督：斯波重治
- 録音監督補：桑原邦男
- 録音スタジオスタッフ：山田富二男、内田誠人
- 録音協力：オムニバス・プロモーション
- 録音スタジオ：ニュージャパンスタジオ
- ミュージック・ディレクター：柏村正身（ヒューマン・ミュージック）
- 作曲：神津裕之
- ミュージック・デジタイザー：高橋大昌
- 効果音・MIX：桃崎享（ヒューマン・ミュージック）
- MIXスタジオ：ヒューマン・ミュージック
- オープニングアニメ：白崎行彦
- 総監督：成田伸子 (TENKY)
- ゲームデザイン：TENKY

## 評価
ゲーム誌『ファミコン通信』の「クロスレビュー」では合計26点（満40点）、『月刊PCエンジン』では95・90・80・85・80の平均86点（満100点）、『マル勝PCエンジン』では7・7・8・7の合計29点（満40点）、『PC Engine FAN』の読者投票による「ゲーム通信簿」での評価は以下の通りとなっており、22.38点（満30点）となっている。また、この得点はPCエンジン全ソフトの中で136位（485本中、1993年時点）となっている。同雑誌1993年10月号特別付録の「PCエンジンオールカタログ'93」では、「アニメーションたっぷりで、ビジュアルを満喫できる」と紹介されている。
| 項目 | キャラクタ | 音楽 | 操作性 | 熱中度 | お買得度 | オリジナリティ | 総合  |
| 得点 | 4.60       | 3.55 | 3.82   | 3.53   | 3.43     | 3.45           | 22.38 |